# Университет Невшателя
Университет Невшателя (фр. Université de Neuchâtel, UniNE) — университет, расположенный в Невшателе, во франкоязычной части Швейцарии. Университет включает в себя четыре факультета и более десятка кафедр, включая искусство и гуманитарные науки, естественные науки, право и экономика. Факультет искусств и гуманитарных наук является самым крупным факультетом Университета Невшателя, насчитывающий примерно 2000 студентов.
Ежегодный бюджет университета составляет около CHF 143 миллиона, а ежегодный исследовательский фонд рассчитан на CHF 40 миллионов. Примерно насчитывается около 4200 студентов, включая 600 студентов докторантур. Ежегодно, вручается более 1100 дипломов, лицензий, степеней PhD и сертификатов.

## Структура
Университет Невшателя имеет следующие факультеты:
- Факультет гуманитарных наук,
- Факультет точных наук,
- Факультет права и экономики,
- Теологический факультет.

## Личности связанные с университетом
- Элизабет Бом-Шнайдер — член Федерального совета Швейцарии.
- Ален Берсе — член Федерального совета Швейцарии, президент страны (2018, 2023).
- Али Хюсрев Бозер — министр иностранных дел, премьер-министр Турции, юрист доктор философии.
- Ульрих фон Брокдорф-Ранцау — немецкий дипломат, министр иностранных дел Германии, посол в СССР.
- Дидье Буркхальтер — член Федерального совета Швейцарии, президент страны (2014).
- Ролен Вавр — швейцарский математик, специалист по математической астрофизике.
- Фредерик Луи Годе — швейцарский богослов и теолог.
- Пьер Грабер — член Федерального совета Швейцарии, президент страны (1975).
- Анн-Лиз Гробети — швейцарская писательница.
- Е Пэйцзянь — китайский ученый в области информационных технологий и космонавтики, руководитель и главный конструктор лунной программы Китая.
- Анри Александр Жюно — швейцарский евангелический теолог, этнолог, лингвист и миссионер в Южной Африке.
- Мохаммед Мосаддык — иранский политический и государственный деятель, премьер-министр Ирана (1951—1952, 1952—1953).
- Росарио Мурильо — никарагуанская поэтесса, государственный и политический деятель, вице-президент Никарагуа (с 2017 года).
- Пьер Обер — член Федерального совета Швейцарии, президент страны (1983, 1987).
- Жан Пиаже — швейцарский психолог и философ, известен работами по изучению психологии детей.
- Макс Птипьер — член Федерального совета Швейцарии, президент страны (1950, 1955, 1960).
- Эмиль Станислав Раппапорт — польский и еврейский юрист, специалист в области уголовного права, один из создателей доктрины международного уголовного права.
- Дени де Ружмон — швейцарский писатель, переводчик, философ и общественный деятель.
- Найма Сальбом — шведский химик, минералог.
- Хуан Цзицин — китайский ученый, геолог-тектонист, специалист в области стратиграфии и нефтяной геологии.
- Уильям Хэтчер — американский математик и философ.
- Аврам Ярмолинский — американский историк, литературовед, литератор, переводчик.